# Åkerbo kontrakt
Åkerbo kontrakt var ett kontrakt i Linköpings stift inom Svenska kyrkan. Kontraktet uppgick 1702 i Hanekinds och Åkerbo kontrakt (Domprosteriets kontrakt). 

## Administrativ historik
Åkerbo kontrakt omfattade
- Lillkyrka församling, hörde från 1664 till Åkerbo kontrakt.
- Rystads församling
- Törnevalla församling
- Östra Hargs församling
- Östra Skrukeby församling

## Kontraktsprostar
| Ämbetstid | Namn                   | Levnadstid | Övrigt                                  |
| --------- | ---------------------- | ---------- | --------------------------------------- |
| 1352      | Birger Siggesson       |            | Kyrkoherde i Törnevalla församling.     |
| 1410      | Arvid                  |            | Kyrkoherde i Törnevalla församling.     |
| 1552      | Per                    |            | Kyrkoherde i Törnevalla församling.     |
| 1552      | Måns                   |            | Kyrkoherde i Östra Skrukeby församling. |
| 1593      | Sveno                  |            | Kyrkoherde i Törnevalla församling.     |
| 1627-1639 | Daniel Svenonis        | -1639      | Kyrkoherde i Törnevalla församling.     |
| 1639-1641 | Samuel Drysenius       | 1600-1672  | Kyrkoherde i Rystads församling.        |
| 1643-1657 | Laurentius Ristelius   | 1608-1666  | Kyrkoherde i Rystads församling.        |
| 1657–1659 | Johannes Enander       | 1623–1672  |                                         |
| 1659–1666 | Magnus Duræus          | 1621–1679  | Kyrkoherde i Rystads församling.        |
| 1666-1690 | Johannes Arendt        | 1628-1690  | Kyrkoherde i Törnevalla församling.     |
| 1691-1702 | Christophorus Laurinus | 1642-      | Kyrkoherde i Törnevalla församling.     |